# بوتسوله
بوتسوله (به ایتالیایی: Bozzole) یک کومونه در ایتالیا است که در استان آلساندریا واقع شده‌است.

## خصوصیات
بوتسوله ۹٫۴ کیلومترمربع مساحت و ۳۱۱ نفر جمعیت دارد.